# Michael Lynagh
Michael Patrick Thomas Lynagh (25. října 1963, Brisbane) je bývalý australský ragbista, který hrál především jako útoková spojka. V roce 2014 byl jmenován do Světové ragbyové síně slávy. V roce 1999 byl jmenován do Australské sportovní síně slávy. Za ragbyové výkony obdržel Řád Austrálie v roce 1996.
Za australskou reprezentaci odehrál 72 zápasů a připsal si 911 bodů (1984 – 1995). V 15 zápasech byl kapitánem Austrálie. Stal se prvním hráčem, co v mezinárodních zápasech dokázal nasbírat 500 bodů. Na MS 1991 se stal jako zástupce kapitána mistrem světa. Držel rekord v počtu nasbíraných bodů v mezinárodních zápasech, než ho v roce 1999 překonal Velšan Neil Jenkins. V sezoně 1991/92 se stal vítězem italské ligy s Benneton Treviso. Jako hráč anglického klubu Saracens vyhrál ve svém posledním roce kariéry Anglický pohár. 
Po konci kariéry se stal ředitelem investiční divize komerčních nemovitostí Allco Finance Group. Byl jmenován jako výkonný ředitel v roce 2016 pro Dow Jones & Company. Stal se také ragbyovým komentátorem. Za manželku má Italku Isabelle. Mají spolu tři syny, nejstarší Louis (*2000) hraje jako křídlo za Itálii a mladší Tom (*2003) jako útoková spojka za Austrálii. Třetí syn se jmenuje Nick. 

## Klubová kariéra
- 1982 – 1991 Queensland Reds
- 1991 – 1996 Benneton Treviso
- 1997 – 1998 Saracens